# 黄静梅
黄静梅，女，汉族，中国国籍，四川雅安人，北京师范大学硕士，中共党员，中学高级教师，成都市优秀青年教师，成都市学科带头人，国家中级心理咨询师，现任成都市教育科学研究院教师发展研究所所长。

## 人物介绍
1980年出生于四川雅安，本科毕业于西华师范大学教育心理学专业，北京师范大学硕士，中国共产党党员，中学高级教师，成都市优秀青年教师，成都市学科带头人；教育部职业教育定期监督工作机制专家咨询团队专家，第七届四川省中等职业教育德育研究指导委员会学术秘书，成都市职业技术教育学会副秘书长，成都市中小学职称评审综合学科高评委；现任成都市教科院教师发展研究所所长，出版著作十余本，主编中等职业学校学生职业素养养成教育系列教材《专业、职业与自我》，成果发表获奖40余篇，参与多项国家、省、市政策文件起草及调研，曾任成都树德中学专职心理辅导教师，成都市中小学心理健康教育中心组成员，成都市教育学会教师心理健康教育工作委员会副秘书长，成都市心理健康教育第五片区片组组长，四川省心理学会会员，成都市教科院职成所副所长。